# Нюдален (станция метро)
Входящая в состав «кольца» метрополитена Осло подземная станция «Нюдален» располагается в нейборхуде Нюдален района Нурдре Акер (Nordre Aker).
Открытие состоялось 20 августа 2003 года.
Станция является остановкой на маршрутах 4 и 5 — выполняющие рейсы по этим маршрутам составы пребывают на станцию поочередно, с 15-минутным интервалом. Время поездки от станции «Нюдален» до станции «Майорстуен» составляет 9 минут, до станций «Национальный театр» и «Ернбанеторьет» — 11 минут.
Наземный вестибюль станции служит остановкой для нескольких маршрутов автобусов, в том числе — автобуса до аэропорта Гардермуэн.

## История
Процесс проектирования и создания кольцевой линии для обслуживания северных районов Осло был начат в конце 1980-х годов. Планы развития были утверждены городским советом в 1997 году, а в 2000 году было обеспечено финансирование строительства, начавшегося в июне того же года. Открытие станции состоялось 20 августа 2003 года, одновременно со станцией «Сторо».
Причиной начала строительства станции «Нюдален» стало перепрофилирование города с индустриального центра на коммерческий на протяжении 1990-х и 2000-х годов, из-за чего в окрестностях будущей станции располагалось около 200 различных коммерческих компаний, а к 2007 году в этой зоне насчитывалось около 14800 рабочих мест. Здесь, в частности, находится несколько крупных компаний, работающих в сферах ИТ и телекоммуникаций — ErgoGroup, Unit4, EDB Business Partner, Visma, TDC, NetCom, а также такая крупная медиакомпания как Schibsted.
Недалеко от станции расположено здание Службы безопасности полиции Норвегии.
В 2005 году в новое здание, расположенное через улицу от станции, переехала Норвежская школа менеджмента, а с 2011 года недалеко от станции также располагается Гимназия Нюдален, что, несомненно, увеличило нагрузку на станцию, так как 85% из 7000 студентов и преподавателей пользуются общественным транспортом.

## Оформление

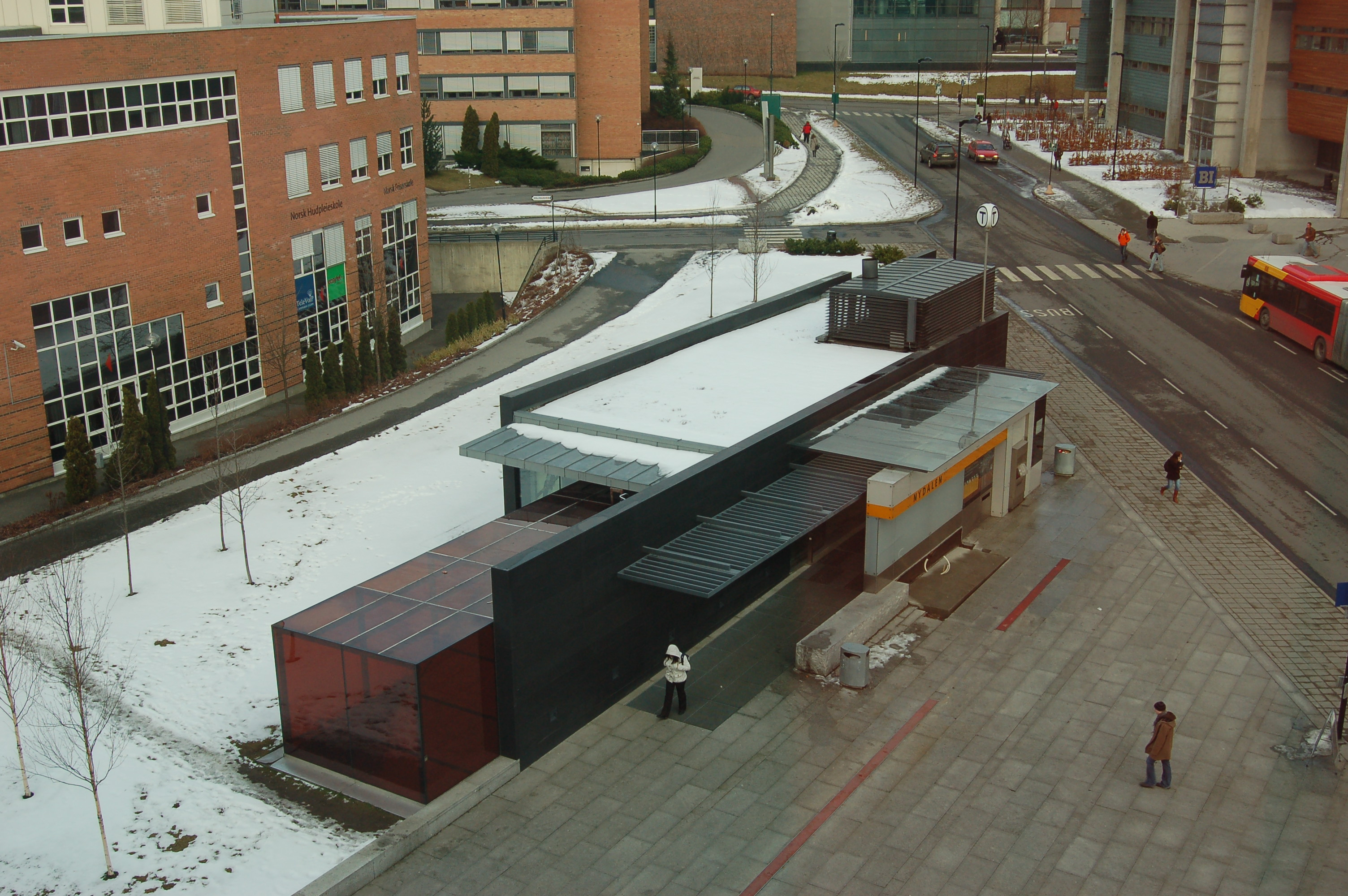
Наземный вестибюль

Наземный вестибюль станции выполнен в виде композиции из вертикальных и горизонтальных панелей из чёрного базальта, чередующихся с большими панелями и прямоугольными параллелепипедами из стеклопластика, которые облегчают внешний вид вестибюля. Выполненный из панелей красного цвета параллелепипед символизирует собой красные вагоны поездов метрополитена и является своего рода указателем.
Платформа облицована белым гранитом, путевые стены — чёрным, потолок станции — светлыми панелями.

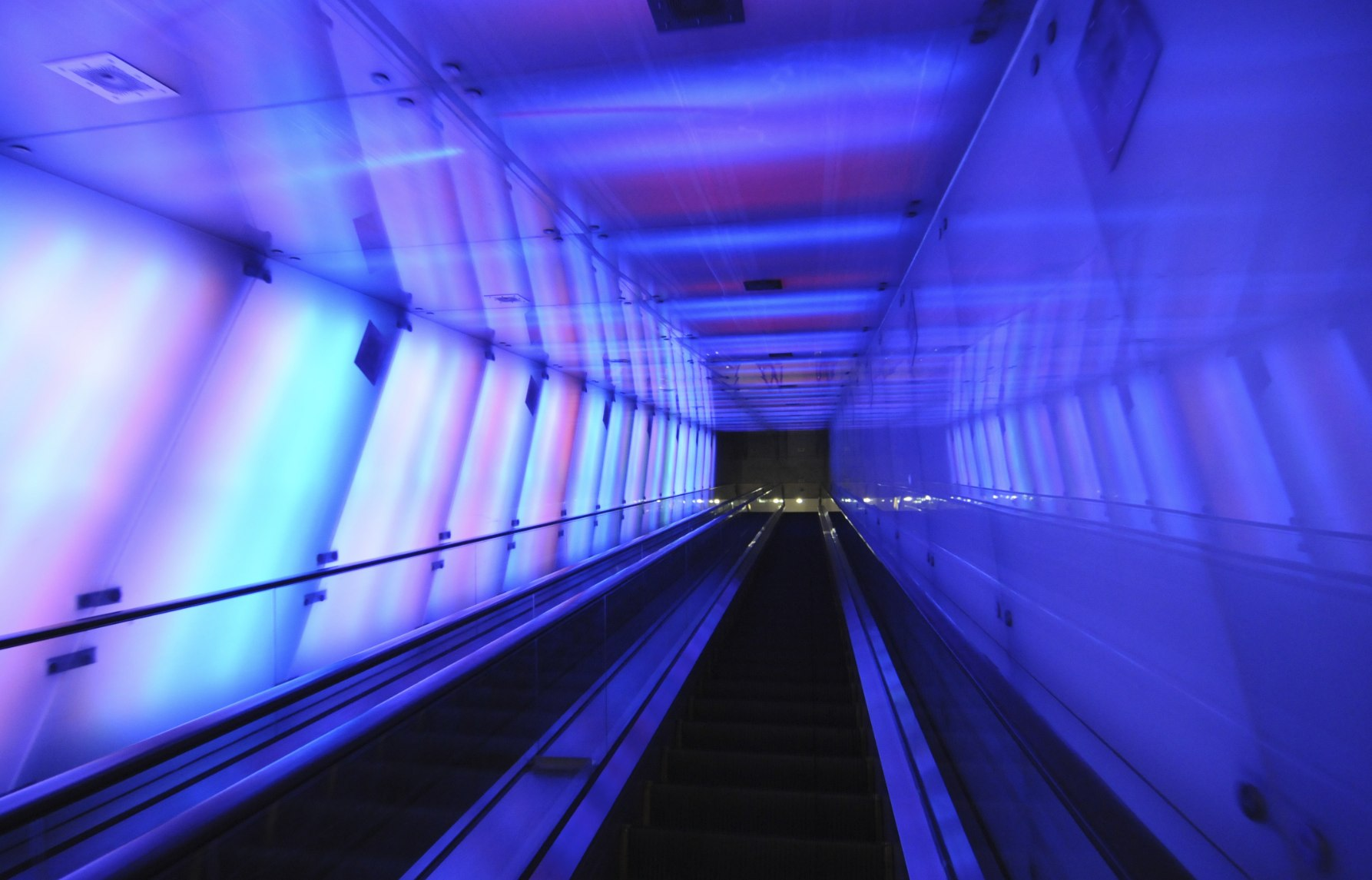
«Тоннель света»

За полупрозрачными панелями на стенах эскалаторного наклона размещено 44 динамика и 1800 флуоресцентных светильников, постоянно меняющих цвет и тон, образуя таким образом интересное световое представление, называемое «тоннелем света». Имеется множество проигрываемых сочетаний изменения цветов с сопутствующим звуковым рядом, предусмотренных для различных времён года, времени суток и т.п.